# Joseph Sunday Ajomo
Joseph Sunday Ajomo (* 11. Juni 1939 in Ogori; † 21. Juni 2004 in Rom) war Bischof von Lokoja.

## Leben
Joseph Sunday Ajomo empfing am 19. Dezember 1964 die Priesterweihe.
Papst Johannes Paul II. ernannte ihn am 6. März 1992 zum Bischof von Lokoja. Der Präfekt der Kongregation für die Evangelisierung der Völker, Jozef Kardinal Tomko, weihte ihn am 3. Mai desselben Jahres zum Bischof; Mitkonsekratoren waren Egidio Caporello, Bischof von Mantua, und Alexius Obabu Makozi, Bischof von Port Harcourt.